# Prima battaglia di Guararapes
La prima battaglia di Guararapes fu uno scontro militare tra la Repubblica delle Sette Province Unite e l'impero portoghese avvenuto il 19 aprile 1648 a Pernambuco, in Brasile.

## Antefatto
Il 18 aprile 1648 circa 4500 soldati olandesi e cinque pezzi d'artiglieria marciavano a sud provenendo da Recife. Nel loro percorso, eliminarono un piccolo avamposto difensivo presso il villaggio di Barreta. I pochi sopravvissuti si raggrupparono presso il villaggio di Arraial Novo do Bom Jesus, quartier generale della resistenza pernambucana, dove riportarono quanto accaduto.
I comandanti della resistenza iniziarono quindi la marcia con 2000 uomini verso Jaboatão dos Guararapes contro un nemico meglio equipaggiato e superiore per numero.

## Le forze coinvolte nel conflitto

### Le forze olandesi
Sigismund van Schoppe, comandante olandese con esperienza nelle campagne militari in Brasile, era intenzionato a procedere verso sud con obbiettivo il villaggio di Muribeca, un punto chiave per raggiungere Santo Agostinho Cape. La sua idea era quella di isolare le truppe della resistenza dalle riserve e dai rifornimenti che potevano provenire da sud, così da poterle distruggere poi con le sue forze.

### Le forze portoghesi
Francisco Barreto de Meneses, comandante portoghese recentemente giunto nella regione, decise di intraprendere queste azioni: portarsi contro il nemico e costringere le truppe olandesi ad uno scontro decisivo. Questa fu una mossa azzardata considerando che le sue truppe erano la metà di quelle dell'avversario e che egli non disponeva di artiglieria.

## La battaglia
All'inizio dello scontro, Von Schoppe realizzò che avrebbe dovuto scontrarsi con una forza nemica ben più significativa di quella sconfitta a Barreta. Inoltre, il terreno era perlopiù paludoso e non permetteva la creazione della classica formazione degli eserciti europei.
Le forze portoghesi si divisero in cinque terços comandati da Barreto de Menezes, Fernandes Vieira, Filipe Camarão e Henrique Dias. André Vidal de Negreiros era il comandante del quinto terço, tenuto in riserva.
Barreto de Menezes concentrò i suoi sforzi nello spazio che intercorreva tra il lato est del campo di battaglia e una palude. Al centro, il terço di Fernandes Vieira ebbe il compito di penetrare il più a fondo possibile nella formazione militare del nemico. Sul fianco destro, Filipe Camarão utilizzò la sua lunga esperienza per fare del suo meglio sul terreno paludoso. Henrique Dias utilizzò il suo terço dos negros per impedire l'avanzata degli olandesi.
Limitato dalla mancanza di spazio di manovra, Von Schoppe concentrò gran parte delle proprie forze tra il lato est e la palude principale. Tre dei suoi battaglioni si trovarono faccia a faccia con i terços di Vieira e Camarão, mentre due altri battaglioni cercarono di fiancheggiare le forze portoghesi.
Lo spazio ristretto dove avvenne il confronto non permetteva adeguatamente l'uso di armi e pertanto le armi dei nativi e le armi bianche ebbero la meglio. Diogo Lopes Santiago, probabilmente testimone oculare del fatto, diede la propria versione del fatto: "(...) mentre correvano via [gli olandesi], i nostri soldati li seguivano con le spade sguainate, tagliando e sciabolando, tagliando gambe, braccia, teste e uccidendo molti, come pure ferendone altri, lasciando i loro corpi senza braccia, tronchi senza testa (...)".